# Pałac Branickich w Białymstoku
Pałac Branickich w Białymstoku (dawniej także: Pałac Pracy) – zabytkowy pałac w Białymstoku, jedna z najlepiej zachowanych rezydencji magnackich epoki saskiej na ziemiach dawnej Rzeczypospolitej w stylu późnobarokowym określany mianem „Wersalu Podlasia”, „Wersalem Północy”, a także „Polskim Wersalem”.
Początki pałacu sięgają XVI wieku. Murowany zamek w stylu gotycko-renesansowym został zbudowany przez królewskiego architekta Hioba Bretfusa, znanego z budowy Zamku Dolnego w Wilnie, dworu królewskiego w Knyszynie, oraz modernizacji i rozbudowy Starego Zamku w Kamieńcu Podolskim czy zamku w Tykocinie. Kompletnie przebudowany w stylu późnobarokowym przez trzech architektów: Tylmana z Gameren, Jana Zygmunta Deybela i Jakuba Fontanę. Pałac został zniszczony w 1944, odbudowany w latach 1946–1960. Od końca II wojny światowej mieściła się w nim Akademia Medyczna, obecnie Uniwersytet Medyczny w Białymstoku.

## Zamek Wiesiołowskich
Pierwsze przekazy o istnieniu osady w miejscu pałacu, które zostały potwierdzone wykopaliskami archeologicznymi z 2009 roku, pochodzą z XVI wieku. Znajdował się tu w tym czasie prawdopodobnie dwór sekretarza królewskiego Mikołaja Raczkowicza, po którego śmierci jego żona Katarzyna Wołłowiczówna wniosła go do majątku swojego drugiego męża Piotra Wiesiołowskiego. Na jego też polecenie budowniczy królewski Hiob Bretfus wzniósł w Białymstoku murowany gotycko-renesansowy zamek. Posiadał on dwie kondygnacje, a dostępu do niego broniły fosa i umocnienia ziemne. Syn Piotra – Krzysztof Wiesiołowski został marszałkiem wielkim litewskim. Przed bezpotomną śmiercią w 1637 roku, zapisał swoje dobra skarbowi Rzeczypospolitej, a wdowa po nim otrzymała zamek jedynie dożywotnio.
W okresie potopu szwedzkiego w białostockim zamku przebywała chorągiew litewska podległa Januszowi Radziwiłłowi. Żołnierze wypowiedzieli mu jednak posłuszeństwo i pod dowództwem pułkownika Korotkiewicza przeszli na stronę królewską, podporządkowując się Pawłowi Sapieże.
Za zasługi położone przez Stefana Czarnieckiego w wojnie ze Szwedami, Sejm Rzeczypospolitej nadał mu dobra białostockie. Czarniecki przekazał następnie Białystok wraz z zamkiem swojej córce Katarzynie Aleksandrze, żonie Jana Klemensa Branickiego, stolnika koronnego. Od tego czasu zamek stał się siedzibą rodu Branickich herbu Gryf.

## Pałac Branickich

### Wiek XVII
Stefan Mikołaj Branicki, ojciec hetmana wielkiego koronnego Jana Klemensa Branickiego, zlecił przekształcenie zamku Wiesiołowskich w barokową rezydencję Tylmanowi z Gameren. Ten pochodzący z Utrechtu inżynier wsławił się wcześniej m.in. budową pałacu Krasińskich w Warszawie i rezydencji prymasa Michała Radziejowskiego w Nieborowie. Trwająca w latach 1691–1697 przebudowa zmieniła całkowicie oblicze budowli. Między innymi jedna z baszt została wykorzystana jako klatka schodowa. W drugiej baszcie usytuowano komnaty. Podczas kolejnej przebudowy podwyższono boczne oficyny, postawiono jońską kolumnadę, a także wiele rzeźb. Z dawnej wojennej przeszłości zamku obecnie widoczne są jedynie zarysy bastionu nieopodal stawu. Istnieje także legenda o podziemnym przejściu między zamkiem i wieżą stojącego w pobliżu kościoła farnego, który w XVII wieku również był przystosowany do obrony.

### Wiek XVIII
Dalszej rozbudowy pałacu dokonano już na polecenie Jana Klemensa Branickiego i jego żony Izabeli Poniatowskiej. Od 1728 roku pracami budowlanymi kierował Jan Zygmunt Deybel. Pod jego kierunkiem dodano jedną kondygnację, tympanon od strony fasady z herbem Gryf i hełmy na wieżach z czasów Tylmana z Gameren. Deybel jest też autorem elewacji od strony dziedzińca. Następnie, w miejscu wcześniejszych alkierzy i oficyn, Deybel zbudował na wzór francuski skrzydła boczne, aby objąć podkową dziedziniec – cour d’honneur, na który prowadziła brama zbudowana w 1758 roku przez Jana Henryka Klemma, który także odgrywał ważną rolę podczas przebudowy. Pracował tu także Pierre Ricaud de Tirregaille. Po śmierci Deybla, w latach 1750–1771 prace przy przebudowie pałacu prowadził Jakub Fontana i on też ukształtował ostateczną bryłę pałacu, westybul, rokokowe wnętrza, a w 1754 roku klatkę schodową z rzeźbami Jana Chryzostoma Redlera „Rotator” i dwoma atlantami. Pomiędzy dziedzińcami wstępnym i honorowym w 1757 roku stanęły jeszcze dwie inne monumentalne rzeźby Redlera – „Herkules walczący ze smokiem” i „Herkules walczący z hydrą”. Wystrój wnętrz był także dziełem sztukatorów Samuela Contesse i Antoniego Vogta, malarzy, takich jak Szymon Czechowicz, Louis Marteau, Augustyn Mirys, Jean Pillement i twórców fresków, takich jak Georg Wilhelm Neunhertz (w 1738) i Antoni Herliczka. Nieznany jest dotąd twórca monumentalnej w swym barokowym klasycyzmie fasady ogrodowej pałacu.

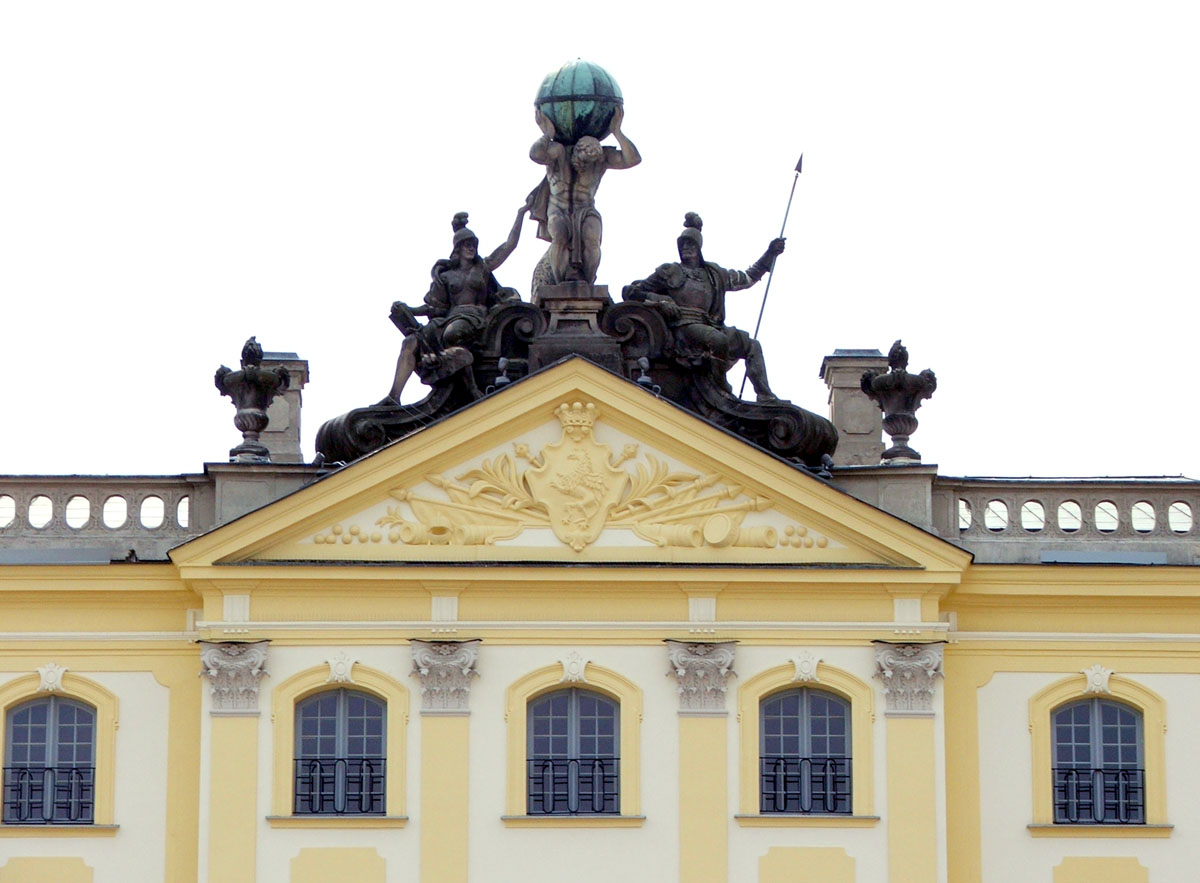
Herb Gryf Branickich
Herb Gryf Branickich
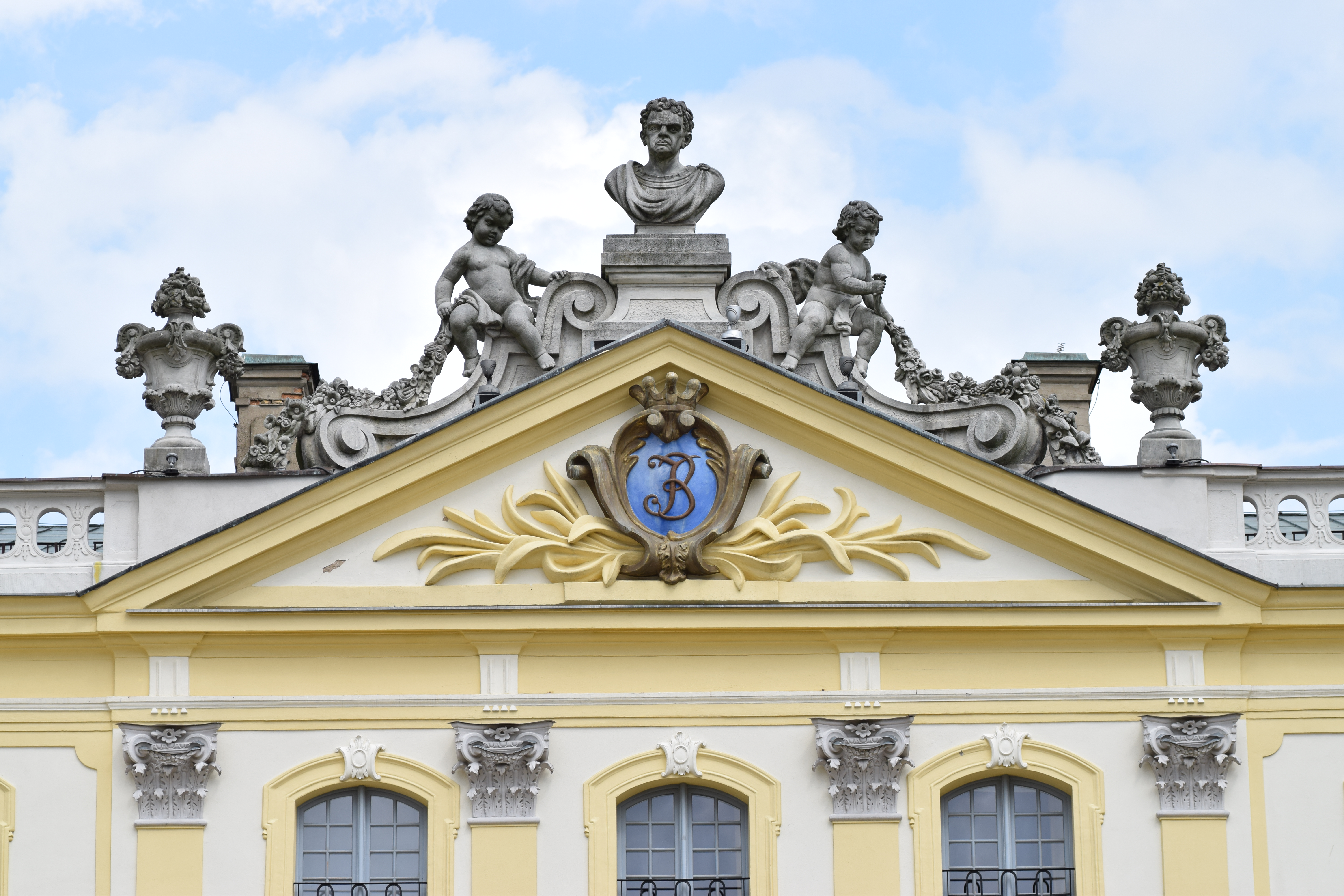
Inicjały JB Jana Branickiego

Braniccy skupili wokół siebie wielu znakomitych artystów, poetów, ludzi nauki. Tu przez wiele lat przebywała polska poetka okresu baroku Elżbieta Drużbacka, tu tworzył poeta Franciszek Karpiński. Działały też teatr, orkiestra dworska i zespół baletowy, na gościnne występy przyjeżdżały włoskie aktorki. Na dworze Branickiego gościli (i często mieszkali przez pewien czas): król August II (1726-1727 i powtórnie 1729), król August III z żoną i synami Ksawerym i Karolem (1744 i 1752), książę kurlandzki Karol Krystian Wettyn (dwukrotnie w 1759), biskup Ignacy Krasicki (1760), Stanisław August Poniatowski (sporadycznie za życia Branickiego, zaś po jego śmierci bardzo często odwiedzał siostrę i przebywał na dworze pewien czas), cesarz Józef II Habsburg (1780), wielki książę Paweł, późniejszy car, z żoną (1782), król Ludwik XVIII (1798), także posłowie: francuscy, angielscy, tureccy i rosyjscy.
W 1754 roku hetman założył przy pałacu pierwszą w Polsce uczelnię wojskową – Wojskową Szkołę Budownictwa i Inżynierii. Następnie mieściła się tu Szkoła Akuszeryjna, a w 1773 roku Komisja Edukacji Narodowej utworzyła tu Szkołę Akademicką Zgromadzenia Białostockiego.
Według testamentu hetmana Branickiego, jego żona Izabela miała być w posiadaniu pałacu dożywotnio, potem miał on przejść w ręce Potockich. Jednakże w wyniku upadku Rzeczypospolitej spadkobiercy sprzedali w 1802 roku rezydencję królowi pruskiemu, z zastrzeżeniem, że nie może go przejąć za życia Izabeli. Po traktacie w Tylży w 1807 roku pałac przeszedł w ręce cara Rosji Aleksandra I.

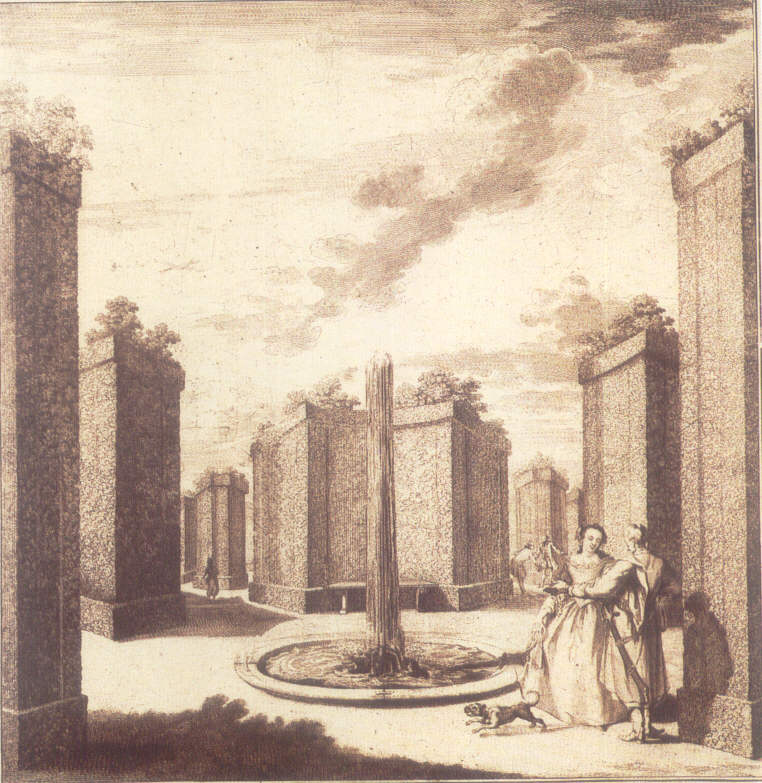
Boskiet ogrodu
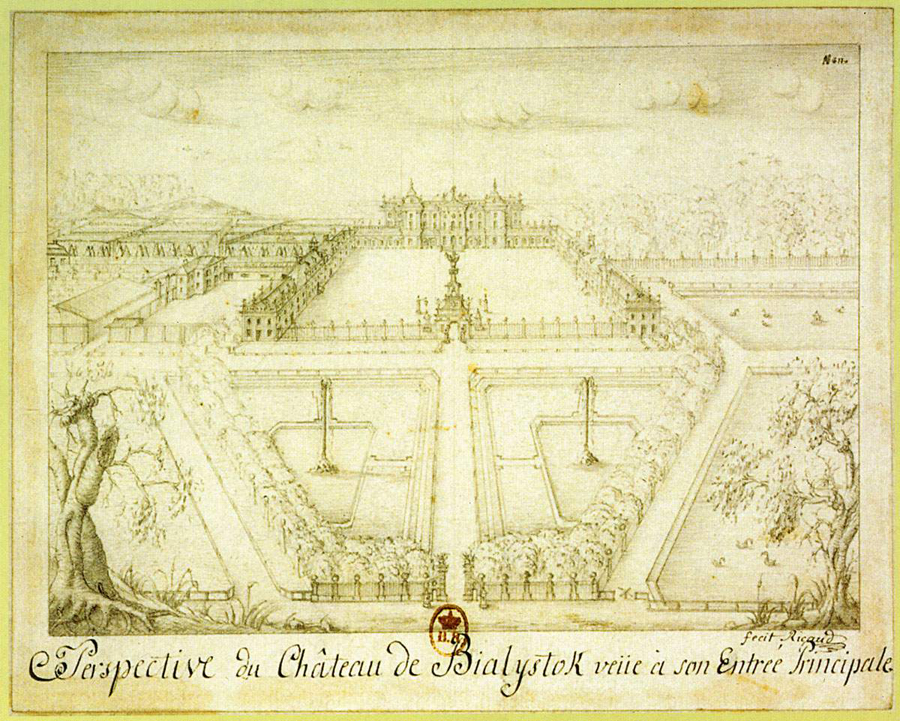
Dziedziniec wstępny
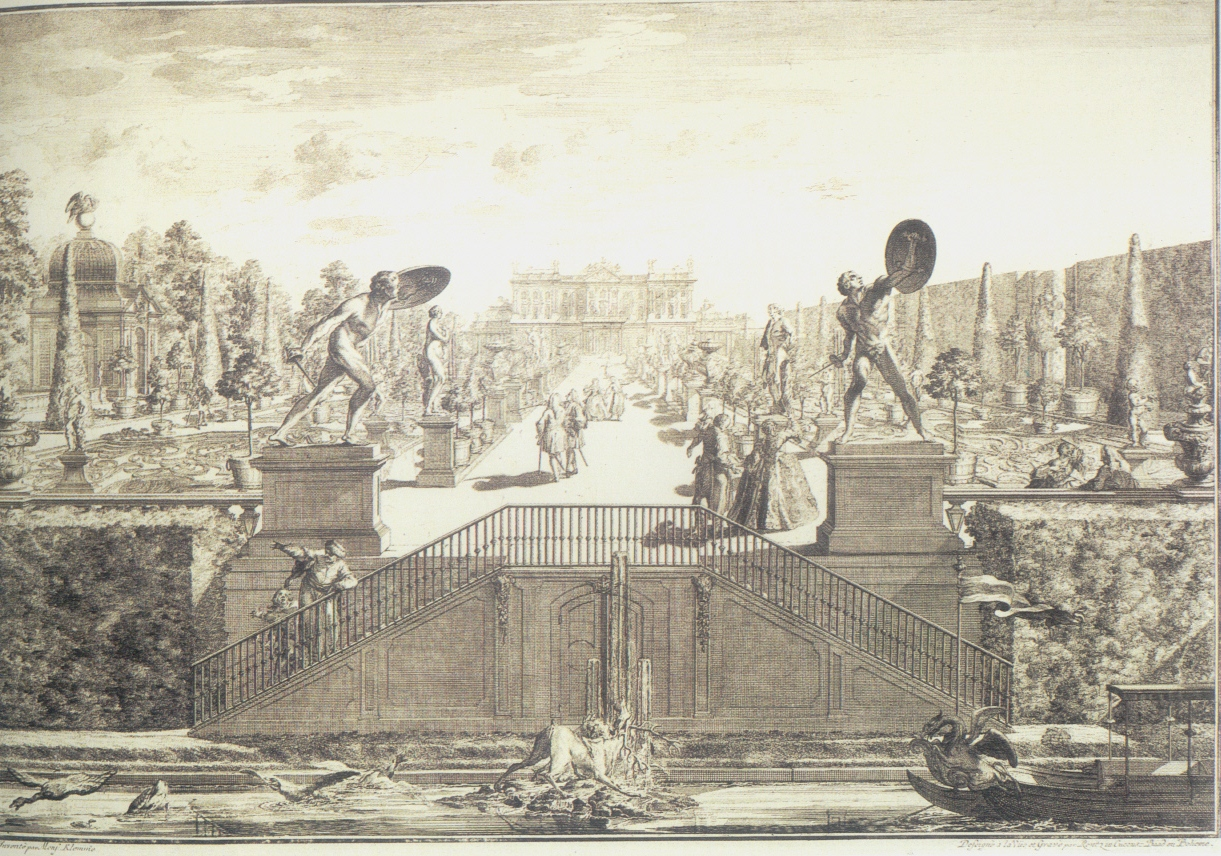
Salon ogrodowy
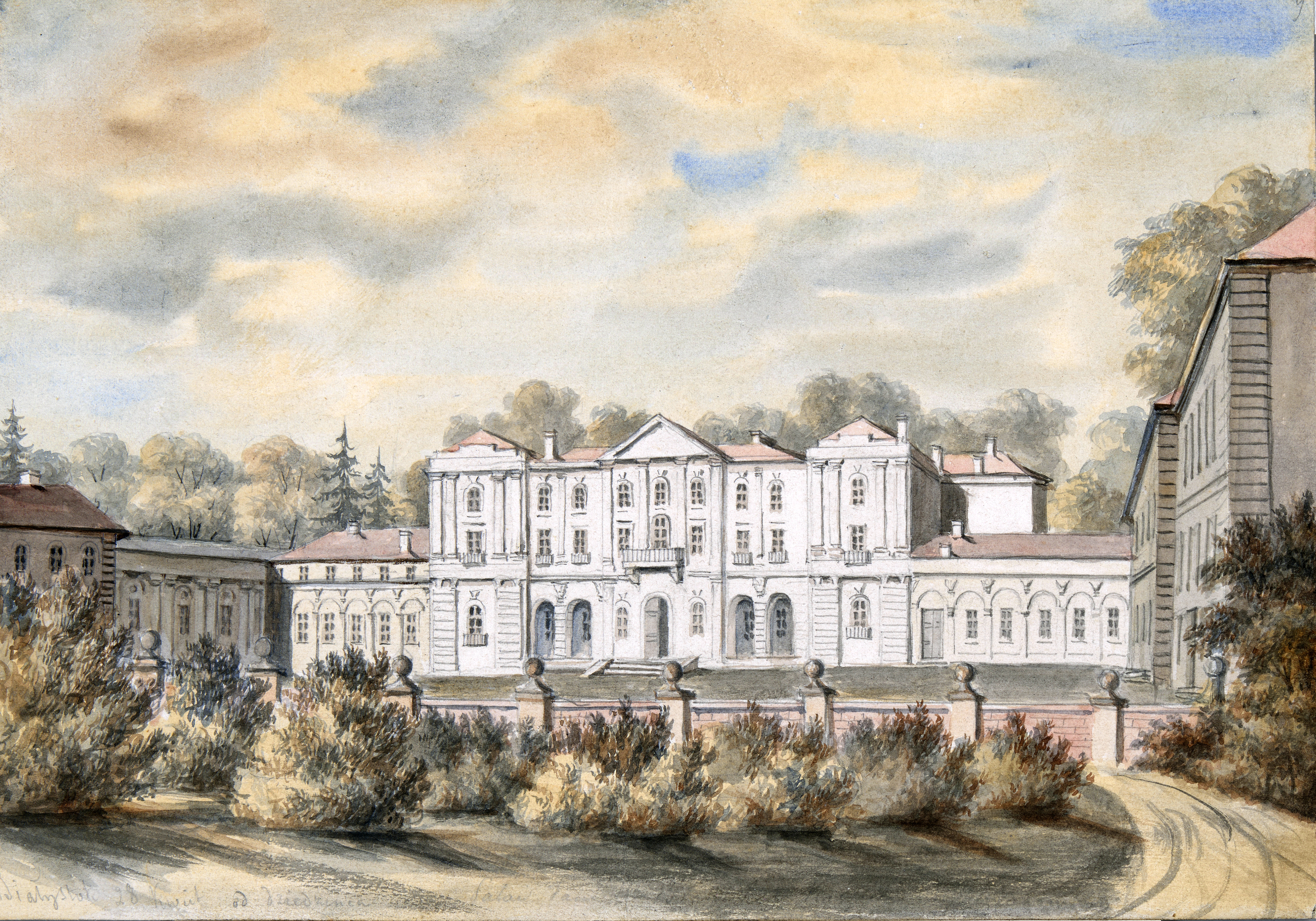
Pałac w 1876
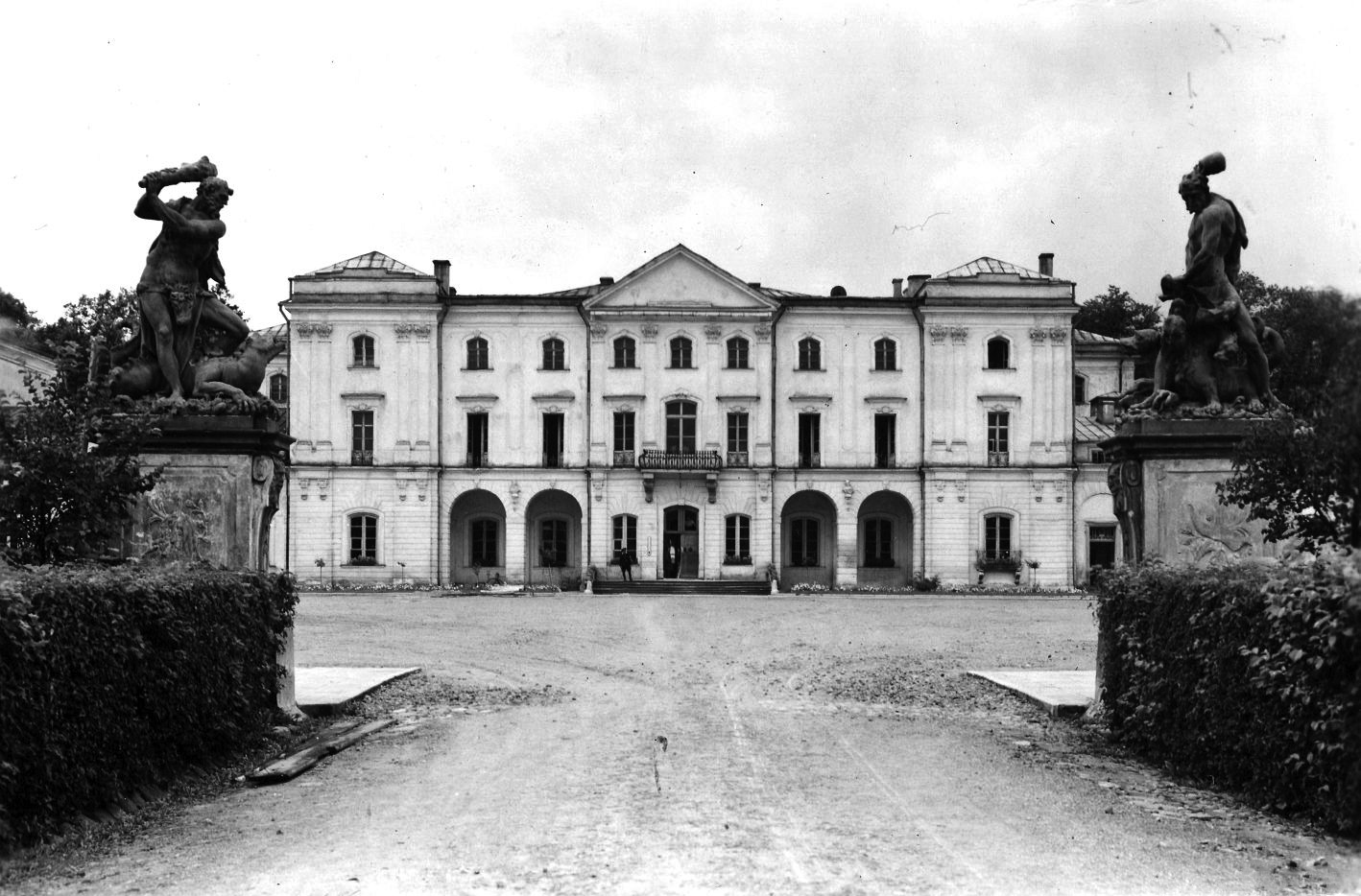
Pałac Branickich w 1928

### Wiek XIX
W okresie zaboru rosyjskiego pałac został gruntownie rozgrabiony z wyposażenia. Drzewa i krzewy wywieziono do rezydencji carskich, a ponad dwadzieścia rzeźb z ogrodu do Petersburga. W 1826 roku skuto rzeźby zdobiące attykę, zlikwidowano rokokowe ornamenty na fasadzie i zrzucono z dachu barokowe hełmy. Po adaptacji pomieszczeń, ukazem carskim umieszczono tu w 1841 roku pensję dla panien z wyższych sfer rosyjskich – Instytut Dobrze Urodzonych Panien. W tym czasie zabrano między innymi ponad sto figur z pałacowego ogrodu francuskiego. Powodem miało być to, że nagie rzeźby mogłyby deprawować pensjonariuszki. Zburzono także prywatny teatr hetmana Branickiego, a unikatową kurtynę podzielono na cztery części i sprzedano w Anglii. Dalsze losy części kurtyny są nieznane. W XIX wieku zasypano też większość ogrodowych stawów.

### Wiek XX
I wojnę światową pałac przetrwał bez większych zniszczeń. Mieścił się tu między innymi szpital polowy. Po wojnie pałac był siedzibą urzędu wojewódzkiego i rezydencją wojewody. Przez krótki okres podczas wojny polsko-bolszewickiej pałac był także siedzibą Tymczasowego Komitetu Rewolucyjnego Polski.
W „czarny piątek” 27 czerwca 1941 roku na terenie przylegającego do pałacu parku Niemcy rozstrzelali setki Żydów.
W 1944 roku pałac został w 70 procentach zburzony przez wycofujących się Niemców. Dużą część z tego, co pozostało, zniszczyła w tym samym roku Armia Czerwona. Pałac odbudowano w latach 1946–1960 pod kierunkiem inż. Stanisława Bukowskiego i inż. Władysława Paszkowskiego, nawiązując do stanu z XVIII wieku. Pośpiech, z jakim przeprowadzono prace, nie pozwolił jednak na zebranie pełnej dokumentacji, rekonstrukcja wnętrz jest więc niezbyt wierna. I tak na przykład sala konferencyjna zyskała zieloną tonację, mimo że oryginalnie była biała z bogatymi złoceniami. Do 1990 roku odbudowano Pawilon Toskański i kaplicę pałacową z kopułą i kopiami prac Augustyna Mirysa. We wrześniu 2006 roku, po 200 latach przywrócono na bramie pałacowej herb Branickich Gryf. W czerwcu 2011 roku ukończono rekonstrukcję Pawilonu pod Orłem, który dawniej pełnił rolę woliery.
Aktualnie trwają prace rekonstrukcyjne ogrodów barokowych, by przywrócić je do stanu z XVIII wieku. W tym celu przeprowadzono prace archeologiczne i badania dawnych planów i opisów z epoki. Rekonstrukcja ogrodów trwała do 2012 roku. Planowane jest odbudowanie Pawilonu Chińskiego, Bramy do Zwierzyńca Jeleni, a także wycięcie wysokich drzew znajdujących się wzdłuż południowo-wschodniego boku ogrodów i odtworzenie tam bosketów.
Obecnie w pałacu ma siedzibę rektorat Uniwersytetu Medycznego w Białymstoku.

## Zespół pałacowo-parkowy
Kompleks pałacowo-parkowy jest zlokalizowany w obrębie ulic Legionowej i Akademickiej, usytuowany jest na dwóch parterach (poziomach): górnym i dolnym. W części górnej znajdują się pałac oraz ogród francuski, mający kształt regularnego czworoboku. Na dolnym parterze położony jest o ogród o typie angielskim, otoczony promenadami noszącymi nazwy bulwarów im. Kościałkowskiego i Kielanowskiego.

### Park Branickich
Barokowy park pałacowy ma powierzchnię ok. 9,7 ha, stanowi integralną część terenów zielonych Białegostoku.

### Galeria

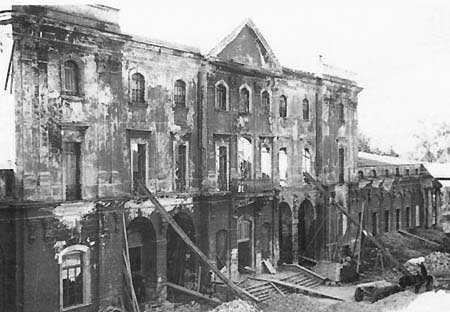
Zniszczony pałac, 1945
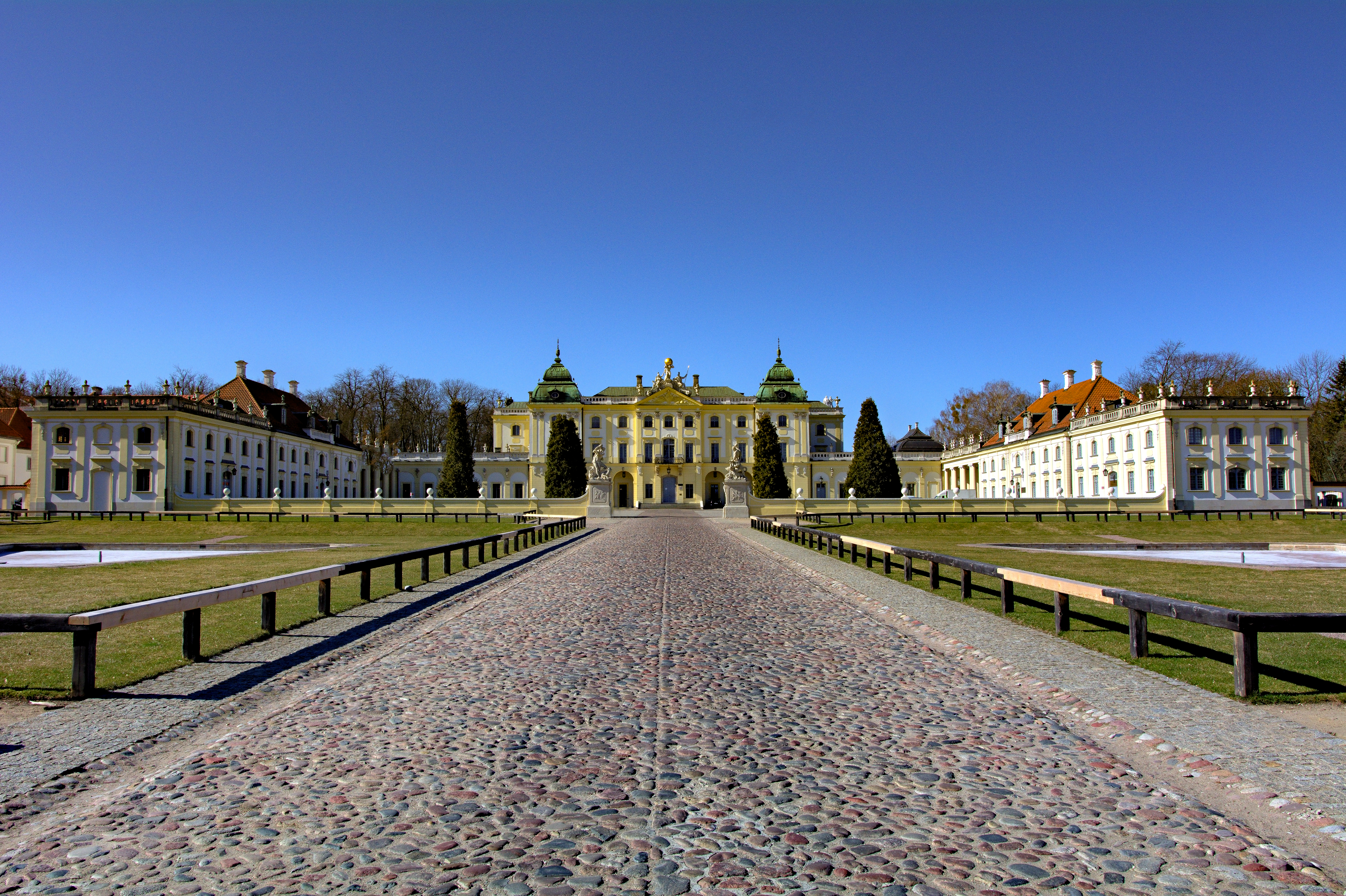
Panorama pałacu
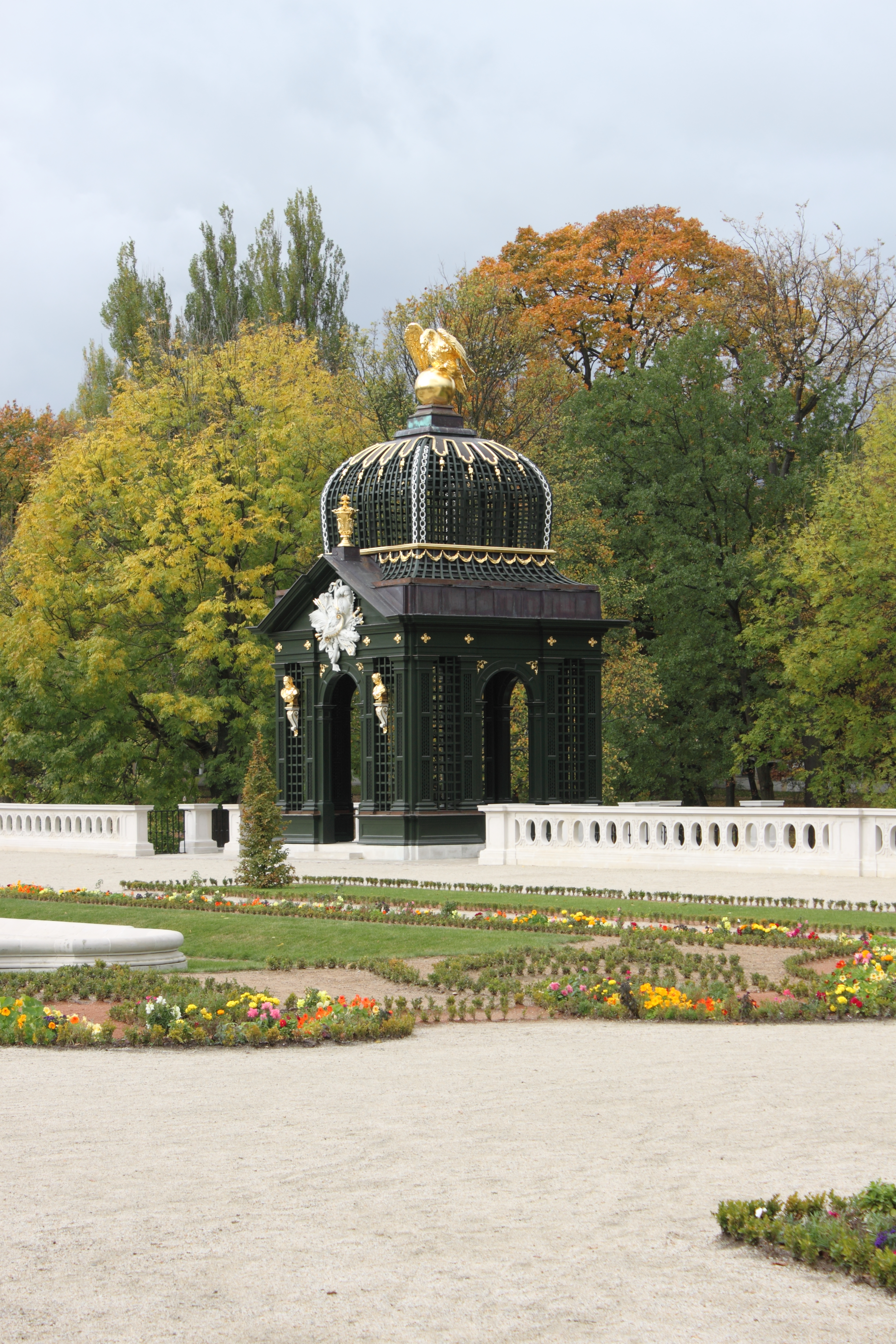
Ogród Branickich. Pawilon pod Orłem
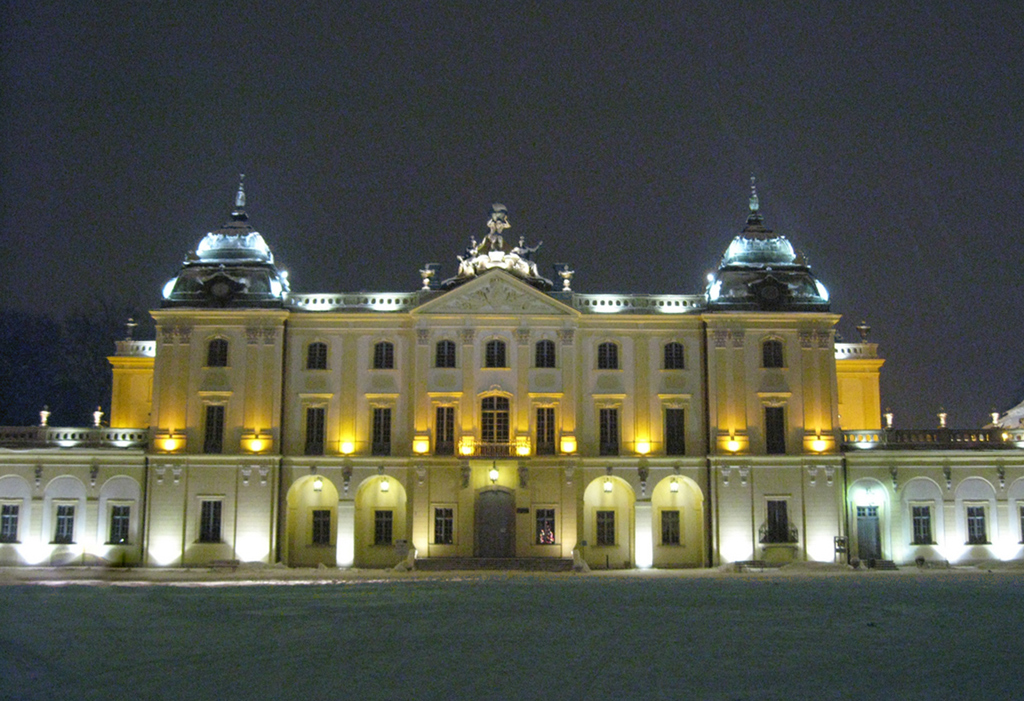
Widok w nocy od strony dziedzińca
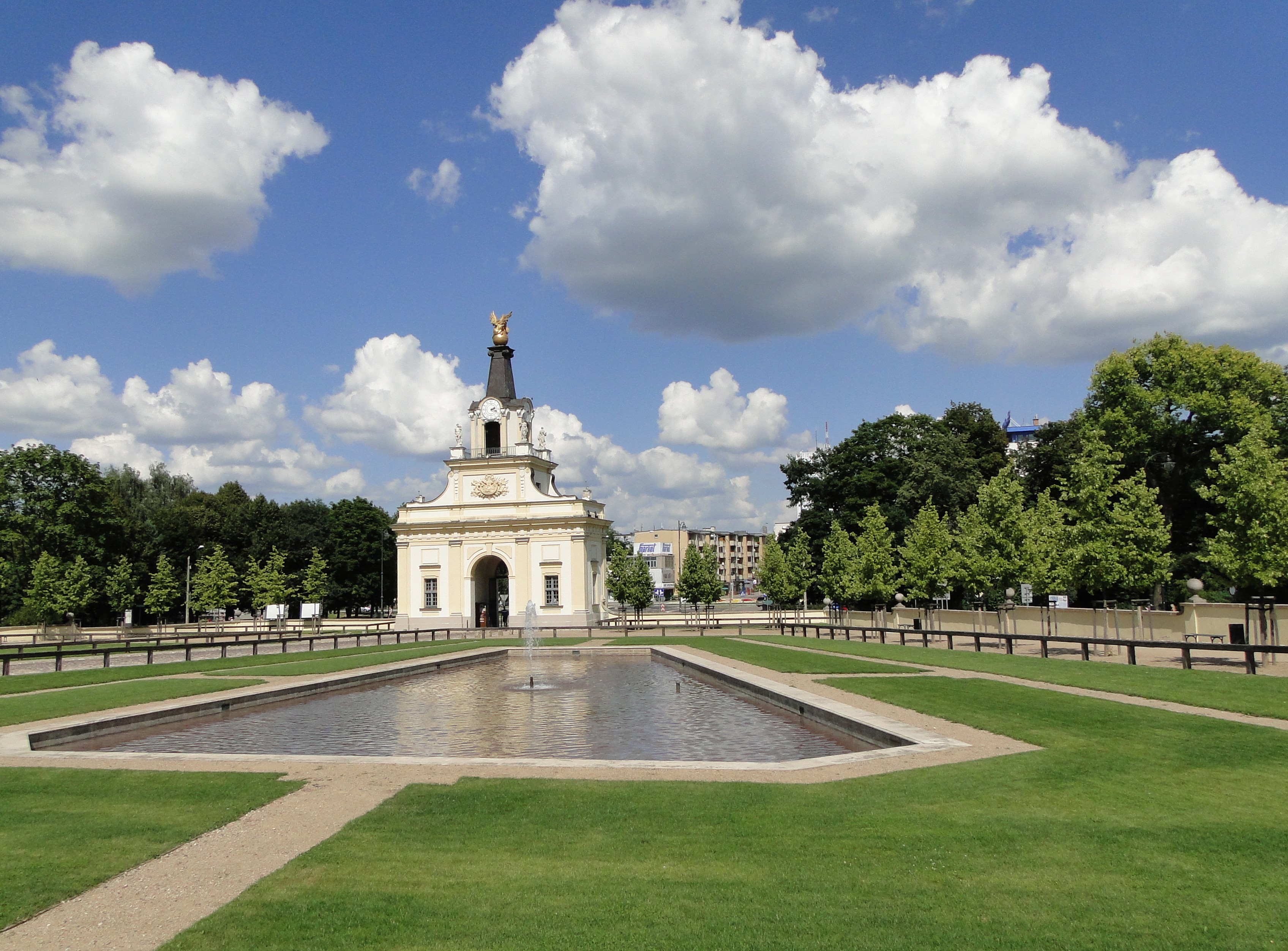
Brama Gryf
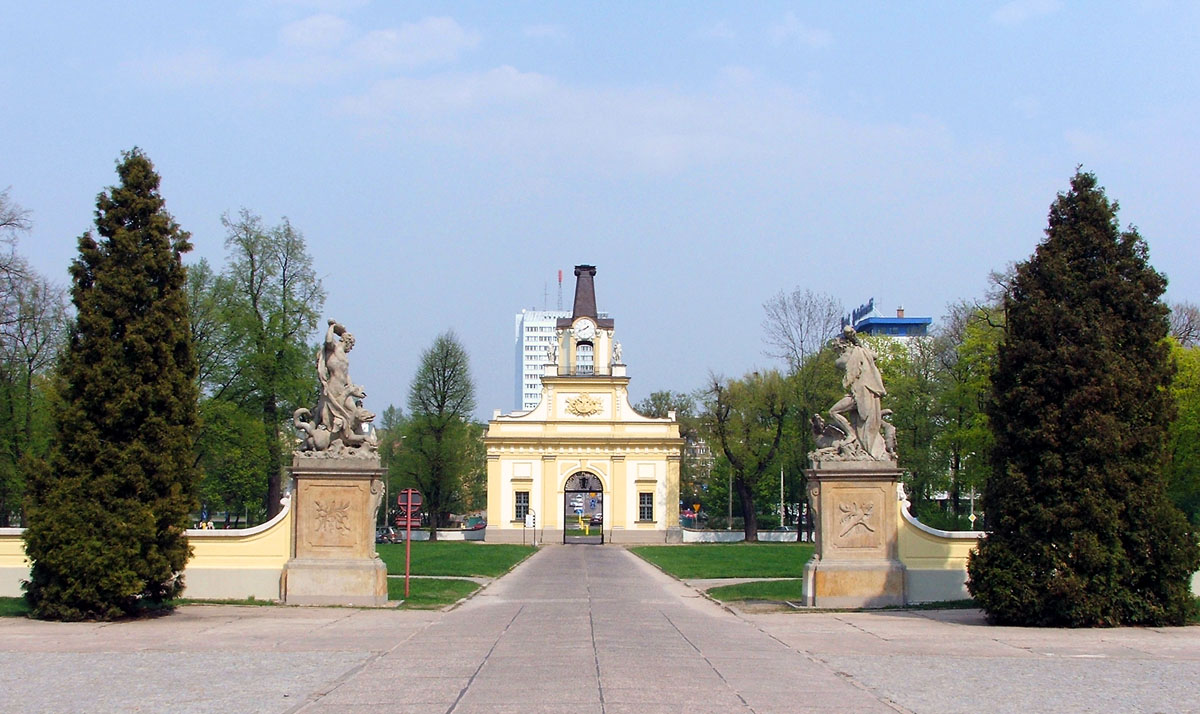
Aleja do bramy Gryf
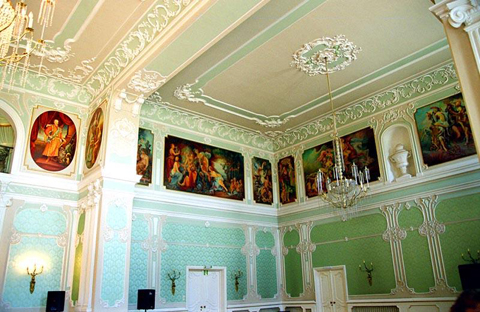
Aula Magna
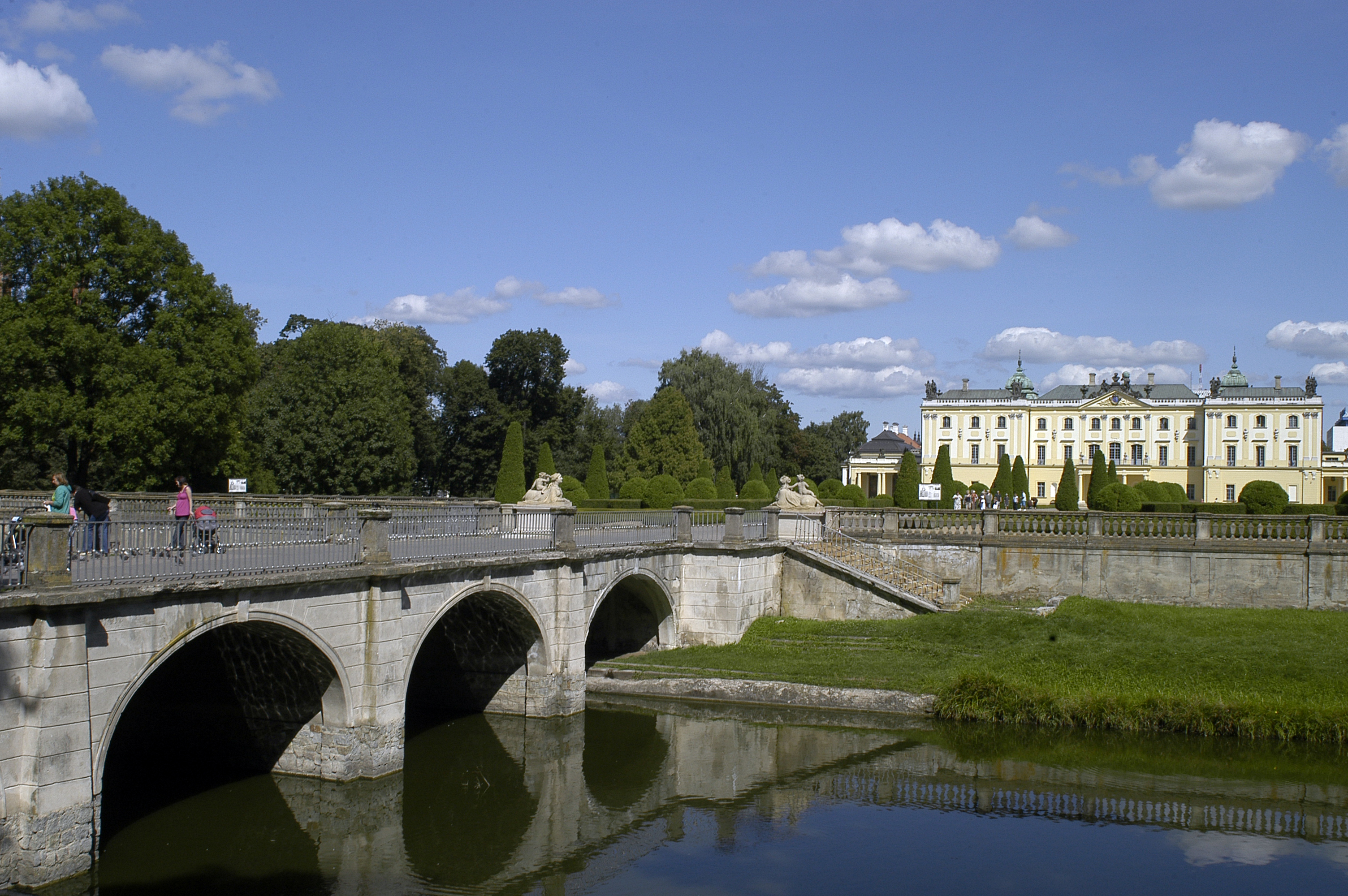
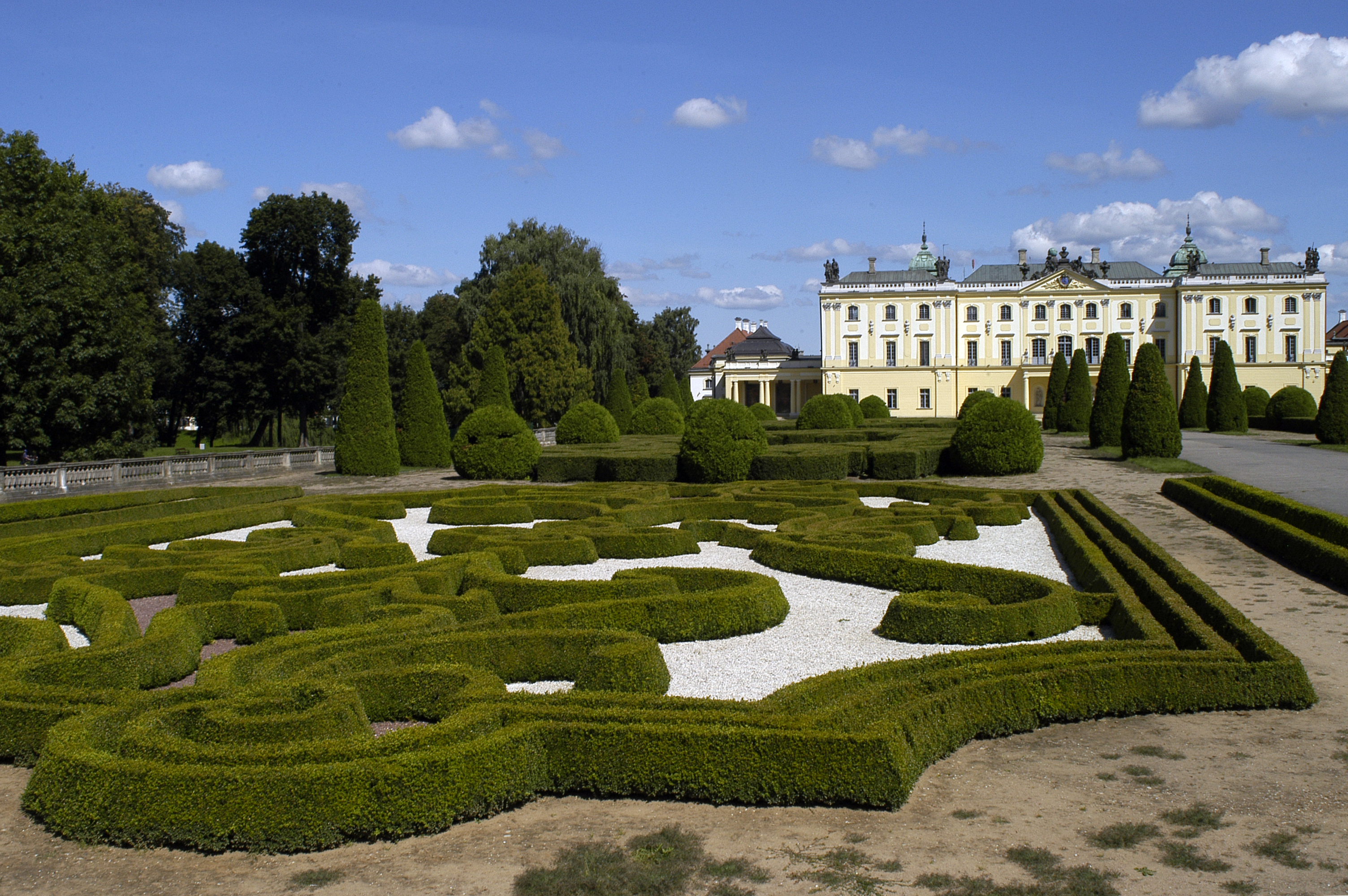
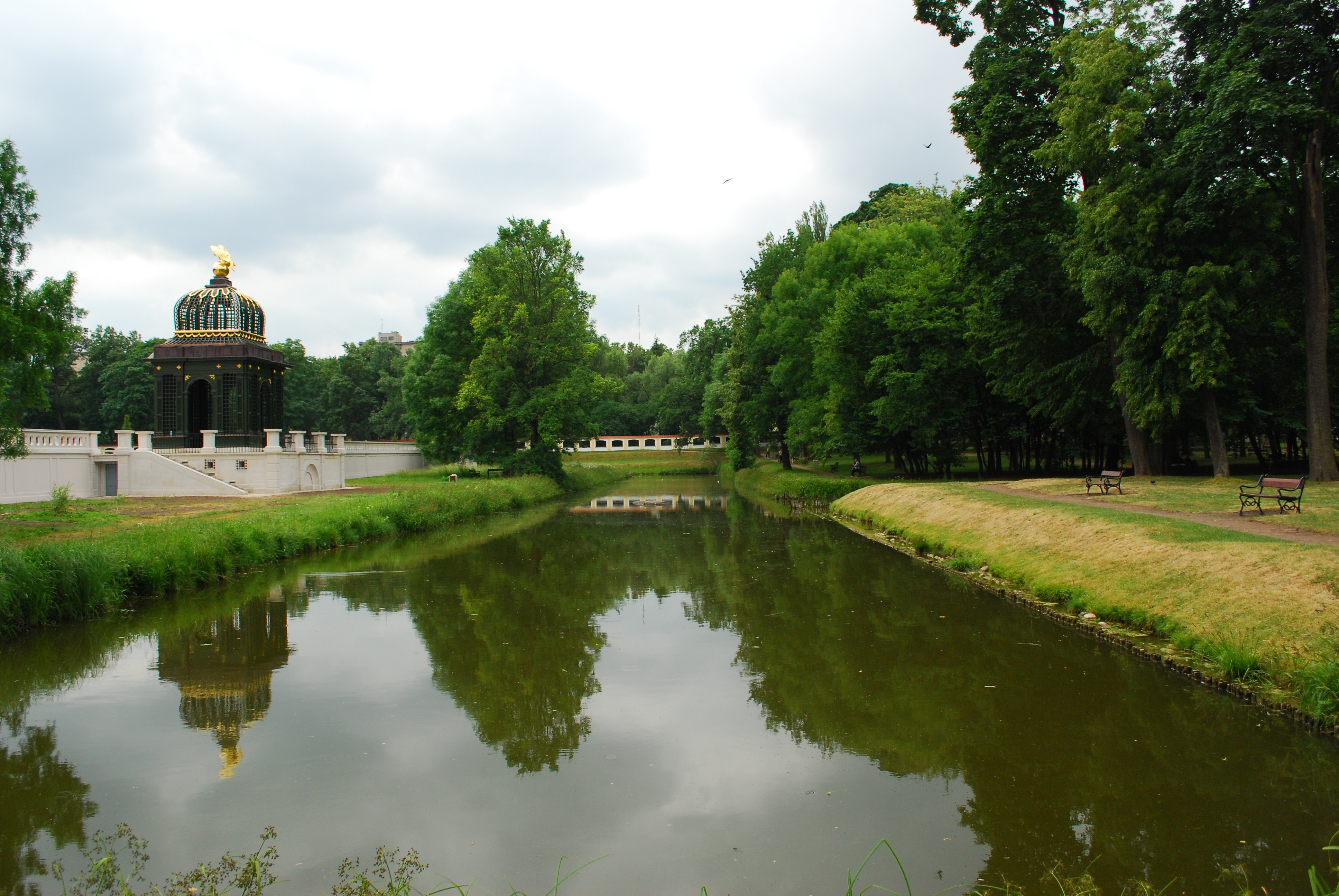
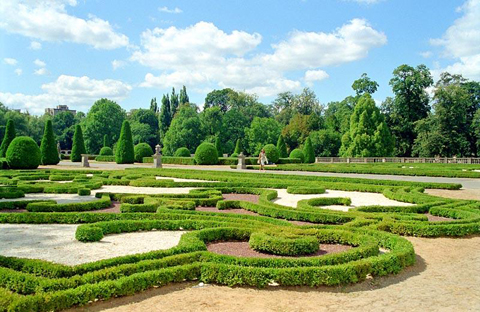
Ogród francuski
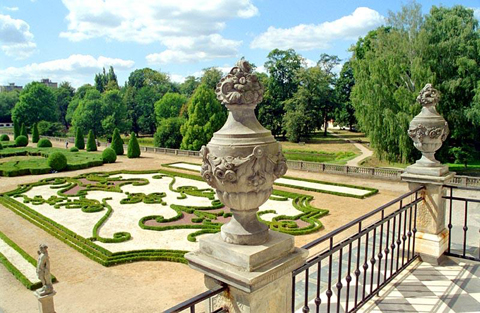
Ogród francuski
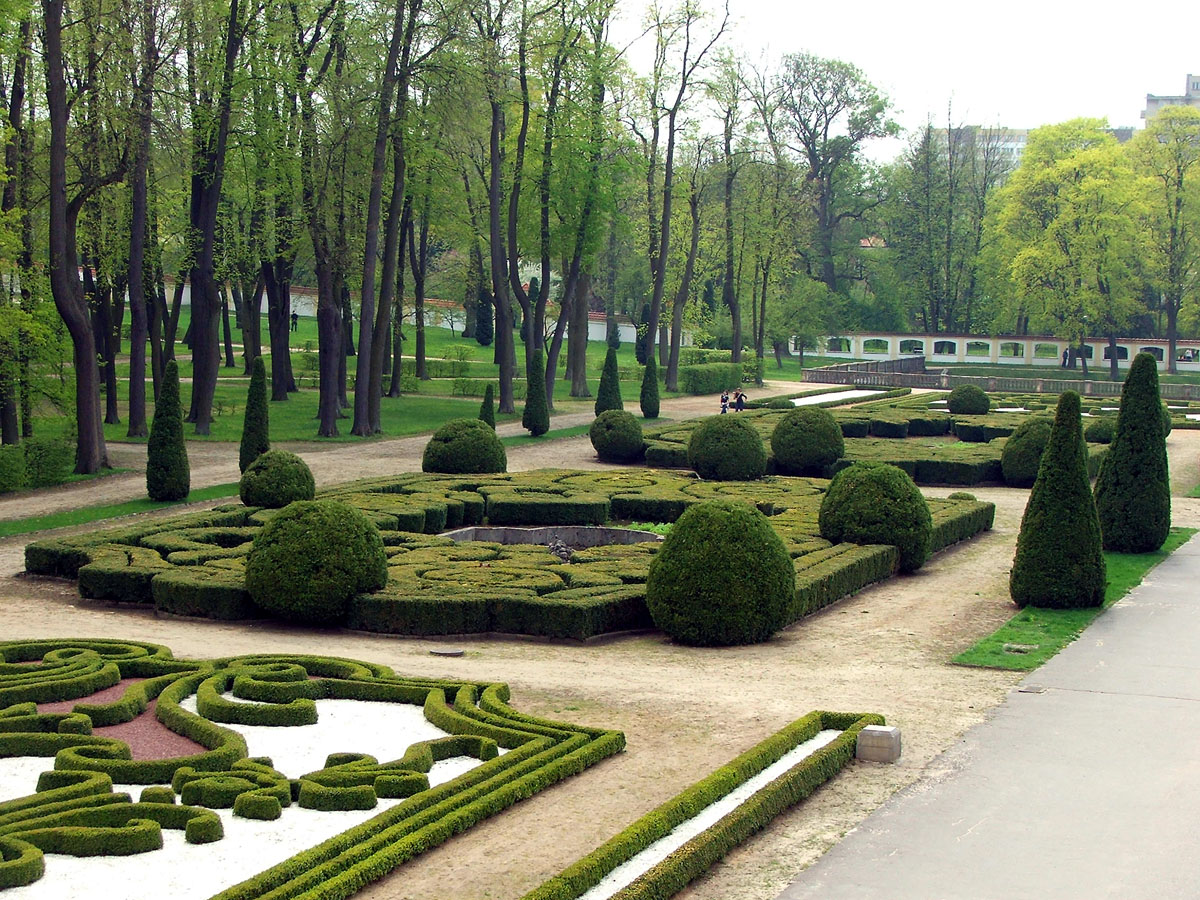
Ogród francuski
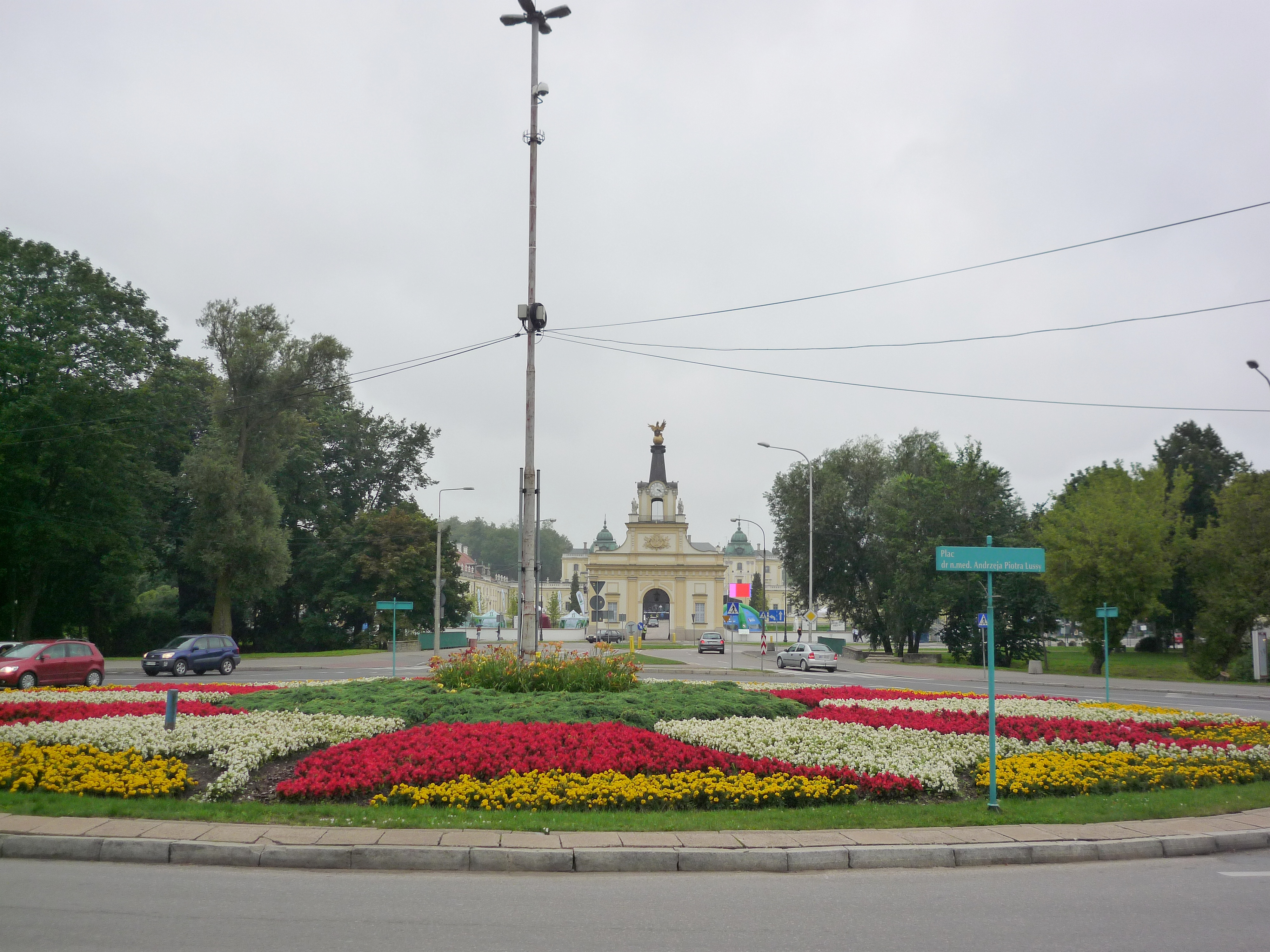
Rondo miejskie i brama Gryf
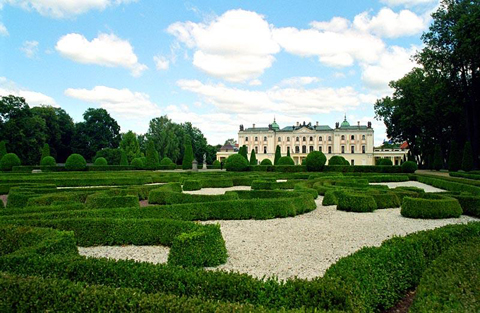
Widok na pałac z ogrodu

## Upamiętnienia
- 18 listopada 2020 roku Narodowy Bank Polski wyemitował okolicznościową monetę pięciozłotową z serii „Odkryj Polskę”przedstawiającą Pałac Branickich[14].
- Poczta Polska wyemitowała 28 kwietnia 2022 r. znaczek pocztowy przedstawiający pałac, o nominale 3,60 zł, w serii Piękno Polski. Wydrukowano 90 000 sztuk, techniką offsetową, na papierze fluorescencyjnym. Autorem projektu znaczka był Jarosław Ochendzan[15].